# NRK
Norsk Rikskringkasting ili NRK je norveška nacionalna radio-televizijska postaja. Najjača je medijska kuća u Norveškoj te osnivačka članica Europske radiodifuzne unije.
NRK prenosi tri televizijska kanala i trinaest radiostanica na kabelskoj televiziji, radiju i pretplatnoj televiziji. Također pruža mrežne video na zahtjev usluge, usluge za prijenos podcasta, mrežne vijesti te televizijski program vijesti.

## Financiranje
Do 2020. godine, NRK se prvenstveno financirao kroz obaveznu godišnju naknadu naplaćenu svakome tko posjeduje ili upotrebljava uređaj koji može zaprimiti TV-signal. Godine 2020. uveden je sustav financiranja iz državnog proračuna, čime se NRK počeo financirati kroz poreze. Razlog promjeni bilo je smanjenje korištenja i posjedovanja televizije u Norveškoj.